# The Return of Swamp Thing
The Return of Swamp Thing (en España El regreso de la cosa del pantano, en Hispanoamérica El regreso del monstruo del pantano) es una película de superhéroes estadounidense de 1989 basada en el personaje del mismo nombre de DC Comics. Dirigida por Jim Wynorski, es una secuela de la película de 1982 Swamp Thing, teniendo un tono más ligero que su predecesora. La película tiene un montaje de título principal que consiste en portadas de cómics ambientadas en «Born on the Bayou» de Creedence Clearwater Revival, y presenta a Dick Durock y Louis Jourdan retomando sus papeles como Swamp Thing y Anton Arcane respectivamente, junto con Sarah Douglas y Heather Locklear.

## Argumento
Después de la misteriosa muerte de su madre, Abigail Arcane viaja a los pantanos de Florida para enfrentarse a su malvado padrastro, el Dr. Anton Arcane, quien había resucitado tras su muerte en la primera película.
En un intento por evitar los efectos del envejecimiento, el Dr. Arcane, asistido por la Dra. Lana Zurrell, combina genes de varios animales del pantano y seres humanos, creando un ejército de monstruos conocidos como Un-Men. El Dr. Arcane intenta utilizar a su hijastra Abby en sus experimentos genéticos hasta que es rescatada por Swamp Thing, un científico previamente transformado en una criatura del pantano después de un enfrentamiento con el malvado doctor.

## Reparto
- Louis Jourdan como Anton Arcane
- Heather Locklear como Abby Arcane
- Sarah Douglas como Dr. Lana Zurrell
- Dick Durock como Alec Holland / Swamp Thing
- Ace Mask como Dr. Rochelle
- Monique Gabrielle como Miss Poinsettia
- Daniel Emery Taylor como Darryl
- Joey Sagal como Gunn
- RonReaco Lee como Omar
- Frank Welker como la voz de Gigi the Parrot, y efectos vocales de criaturas

## Producción
En una entrevista de 2018, el director Jim Wynorski recordó que quería que Louis Jourdan se refiriera al personaje de Miss Poinsettia como "Points". Jourdan se negó porque sabía que el apodo del personaje era una insinuación sexual refiriéndose a sus pechos. Wynorski luego le preguntó a Jourdan: "¿No apareciste justo en una película llamada Octopussy?". Jourdan se negó a hablar con Wynorski durante gran parte del rodaje posterior.
En 2008, Dick Durock dijo a Bullz-Eye.com que el traje dificultaba la filmación: "Odiaba la idea de tener que pasar por todo el asunto de usar 50, 60, 70 libras de peso en el verano en Savannah, Georgia, pero el dinero estaba ahí y es un trabajo".
Según BPA, Locklear tuvo dificultades para trabajar con el tipo que interpretó a Swamp Thing en su forma humana: "El modelo estaba lleno de sí mismo y realmente molestó a Heather. Tan pronto como terminó la escena del modelo, le pidieron que abandonar el set".

## Lanzamiento

### Medios domésticos
RCA/Columbia Pictures Home Video lanzó la película en 1989 en VHS.
La película fue publicada en DVD por Image Entertainment, con un comentario de Wynorski que sugiere que parte del humor de la película no fue tan intencional como parece y que Wynorski tenía cierto grado de desprecio por el material. El DVD también incluye dos anuncios de servicio público medioambiental para televisión grabados con el personaje de Durock y los dos niños que aparecen en la película. Los anuncios de servicio público se emitieron en ciertos mercados en 1989.
Warner Bros. relanzó la película en abril de 2008 en DVD. El sello británico Screenbound Pictures lanzó una edición en Blu-ray en mayo de 2017.
MVD Entertainment Group lanzó la película en paquete combinado Blu-ray/DVD el 8 de mayo de 2018, como parte de su línea MVD Rewind Collection. Los extras del DVD se transfirieron junto con una nueva pista de comentarios y entrevistas con Jim Wynorski, el compositor Chuck Cirino y la editora Leslie Rosenthal, una entrevista con el ejecutivo de Lightyear Entertainment Arnie Holland, además de una transferencia remasterizada en 2K HD.
Una edición Blu-ray Ultra HD de la película se lanzó el 7 de febrero de 2023.

## Recepción

### Respuesta crítica
En octubre de 2020, en el sitio web de agregación de reseñas Rotten Tomatoes, la película obtuvo un índice de aprobación del 44% según 9 reseñas, con una calificación promedio de 3,92/10.
Vincent Canby de The New York Times dio una crítica negativa y proclamó que la película "está destinada a personas que se perdieron La cosa del pantano de 1982 y no quieren molestarse en alquilar el vídeo". Añadió que "pretende ser más divertido que nunca" y "contiene escenas de violencia, la mayoría de las cuales son tan poco convincentes que dan menos miedo que un cómic promedio".
Un escritor de Time Out dio una reseña un tanto neutral, afirmando que "Wynorski está muy versado en engañar doblemente a su audiencia, negándoles la posibilidad de oponerse a efectos especiales terribles al dar a entender que la ineptitud es deliberada. Opta por risas nostálgicas baratas. y escenarios de ciencia ficción de los años 50; dependiendo de si te parece divertido, sonreirás con complicidad o jadearás de incredulidad". Otra crítica positiva fue la de Roger Ebert. Le dio el visto bueno a la película cuando Gene Siskel no lo hizo en el programa de entrevistas Siskel & Ebert & the Movies. Cinapse también dio una crítica positiva como "El regreso de la cosa del pantano es una aventura de acción divertida y extrañamente dulce que no quiere nada más que entretenerte con su extravagancia de principio a fin".
Antes de su muerte, un año después, Dick Durock dijo en una entrevista de 2008 que "en Return of Swamp Thing intentaron hacerlo cómico, cursi, y es difícil lograr que eso funcione. Creo que [para la serie de televisión] le dieron "Se me ocurrió esa idea y volví al lado más oscuro del personaje tal como estaba escrito en el cómic ".
Kathleen Norris publicó un poema haciendo referencia a esta película ("Return of Swamp Thing") en su libro Journey: New and Selected Poems 1969-1999 (2001).
DVD Talk calificó la película con 4 estrellas de 5 estrellas como "Muy recomendada".

### Reconocimientos
Heather Locklear ganó el Premio Razzie a la Peor Actriz por su actuación en la película.

## Otros medios

### Novelización
Peter David escribió una novelización de la película. Decepcionado con el guion, David reescribió grandes partes de la historia. Para su sorpresa, los productores disfrutaron de los cambios y permitieron que el libro se imprimiera tal como estaba.